# Rydal Water
Rydal Water ist einer der kleineren Seen im nordenglischen Nationalpark Lake District. Bei einer maximalen Tiefe von 16 m ist er 1,1 km lang und 370 m breit.
Der See liegt in der Nähe des Dörfchens Rydal zwischen den beiden Ortschaften Ambleside und Grasmere im Rothay Valley. Er wird vom River Rothay in Nord-Süd-Richtung durchflossen, der bei Ambleside in den Lake Windermere mündet.
In dem Ort lebte nach seinem Umzug von Dove Cottage nach Rydal Mount der Dichter William Wordsworth.
Ein weiterer bekannter Landsitz am Ufer des Rydal Water ist Nab Cottage, in dem die Schriftsteller Thomas de Quincey und Hartley Coleridge lebten.